# Yunnanobryon rhyacophilum
Yunnanobryon rhyacophilum là một loài rêu trong họ Regmatodontaceae. Loài này được Shevock, Ochyra, S. He & D.G. Long mô tả khoa học đầu tiên năm 2011.